# Wilhelm von zur Mühlen
Wilhelm von zur Mühlen (* 18. September 1792 in Reval; † 6. Juni 1847) war ein kaiserlich russischer Generalmajor und Träger des Ordens Pour le Mérite.

## Leben und familiäres Umfeld
Wilhelm Johann von zur Mühlen entstammte dem deutsch-baltischen Adelsgeschlecht Mühlen, das seine Stammreihe mit dem Kaufmann und Bürgermeister von Narwa Hermen thor Moelen im 16. Jahrhundert beginnt, das am 15. Februar 1792 in den Reichsadelstand erhoben wurde und das seit 1797 bei der Livländischen Ritterschaft immatrikuliert worden war.
Wilhelm von zur Mühlen wurde in Reval am 18. September 1792 als Sohn des Friedrich Johann von zur Mühlen (1768–1798), Gutsherr auf Sellie (Selli mõis, Landgemeinde Jõgeva, Estland) und der Margarethe Hetling (1774–1795) geboren. Er verstarb am 6. Juni 1847. Verheiratet war er mit Nadeschda Alexejewna Polsikow (1816–1867).

## Militärische Laufbahn
Wilhelm von zur Mühlen wurde zunächst mit seinen Brüdern Thomas und Friedrich von zur Mühlen von seiner Stiefmutter Henriette Jencken, die sein Vater 1796 geheiratet hatte, aufgezogen. Er trat dann in die Kaiserlich Russische Armee als Offiziersbewerber ein und nahm dann an den Kriegen gegen Frankreich teil. Als Leutnant für das Quartiermeisterwesen in der Suite des Kaisers Alexander I. zeichnete er sich so aus, dass der russische General der Kavallerie Graf Ludwig Adolf Peter zu Sayn-Wittgenstein für ihn (und andere russische Offiziere) in einer Eingabe an dem preußischen König Friedrich Wilhelm III. um die Verleihung des preußischen Ordens Pour le Mérite erbat.
Mit allerhöchster Kabinettsorder vom 11. Juni 1813 gewährte der König Graf Wittgenstein diese Bitte und zeichnete die vorgeschlagenen russ. Offiziere mit dem Pour le Mérite aus: „...Auf Ihre Verwendung hin, sehr werther Herr General, .....habe Ich.... dem Lieutenant Zur Mühlen.....den Verdienstorden verliehen...“
Nach Beendigung der Napoleonischen Kriege diente Wilhelm von zur Mühlen weiter in der russischen Armee und avancierte nach und nach bis zum Generalmajor.